# 小室豊允
小室 豊允（こむろ とよちか、1942年4月27日 - 2013年6月13日）は、日本の法学者・政治評論家・政治学者。姫路獨協大学名誉教授・社団法人国際経済労働研究所常任理事。神戸市出身。

## 来歴
兵庫県神戸市出身。1965年中央大学法学部卒業、1969年立命館大学大学院法学研究科修士課程修了。1974年大阪社会事業短期大学専任講師。1979年コーネル大学客員研究員、1981年大阪府立大学社会福祉学部助教授。
1989年姫路獨協大学経営情報学部教授、同地域センター長。1997年同経営情報学部長、1998年同大学院経営情報研究科長。1999年同学長。2002年同名誉教授、大手前大学社会文化学部教授。2007年同退職。2001年には兵庫県知事選挙に立候補するも落選。

## 専門領域
当初は労働法を研究。その後、社会保障法・老人福祉法・介護保険法を研究。研究後半は、福祉政策論も研究。

## 主要著書
- 『福祉新時代の労務戦略 : 人材開発・新賃金システム』筒井書房 2000
- 『変革期の老人ホーム経営 : 競争の時代を勝ち抜くためには』中央法規出版 2005
- 『小室豊允の地球を歩きながら考える』筒井書房 2009